# Bustard Green
Bustard Green is een gehucht in het bestuurlijke gebied Uttlesford, in het Engelse graafschap Essex. Het maakt deel van de civil parish Lindsell. In het gehucht is een monumentaal pand te vinden, het Porridge Hall.